# Karolína Hubková
Karolína Hubková (* 5. února 1990 Šternberk) je česká řidička tramvají, blogerka a spisovatelka. Příležitostně se věnovala rovněž modelingu.

## Život

### Dětství a školní léta
Narodila se do rodiny řidiče tramvají, který původně pracoval jako zámečník v pražské střešovické vozovně. Svou dceru i syna seznamoval s technickými dopravními prostředky. Hubkové bratr sice tragicky zahynul v dětském věku, nicméně jí řízení tramvají učarovalo natolik, že v dětství plánovala stát se také řidičkou tramvaje nebo prezidentkou. Když si posléze volila střední školu, preferovala kreativně zaměřené vzdělání. U přijímacích zkoušek ale na školu nebyla přijata, a proto hledala jinou, kam by se dostala bez přijímacích zkoušek. Tou se stala střední chemicko-farmaceutická škola, která ji ovšem příliš nebavila, ale nakonec ji dostudovala. Vliv na výběr školy měla také skutečnost, že Hubkové matka s ohledem na dceřino pronikání do světa modelingu, nechtěla dceru umístit na střední školu s převažujícím chlapeckým obsazením.

### Začátky stramvajemi
Po absolvování školy jezdila jako průvodčí na vyhlídkových parních vlacích a udělala si též topičský kurz na parní lokomotivy, nicméně z finančních důvodů nakonec roku 2012 (dle jiných zdrojů až 2013) změnila své působiště a věnuje se řízení tramvají v pražském Dopravním podniku. Začínala ve vozovně Vokovice, odkud jezdila na linkách číslo 1, 2, 18, 20, 22 či 26. Po pěti letech ježdění s tramvajemi v pražském provozu dostala nabídku, zda by měla zájem řídit luxusní vyhlídkovou tramvaj T3 Coupé. Souhlasila a postupně získala oprávnění řídit historické tramvaje, čímž se stala první ženou s tímto oprávněním od roku 1974, kdy byl provoz těchto vozidel v Praze ukončen. Nakonec působení v běžném tramvajovém provozu opustila úplně a věnuje se výhradně řízení historických tramvají. Od března roku 2019 je v rámci podniku pracovnicí jednotky historická vozidla. Během pandemie covid-19 výletní linky po Praze nejezdily a tak Hubková řídila retro tramvaje na lince číslo 2, na níž se sblížila s tamními pravidelnými cestujícími do té míry, že jí obdarovávali koláči nebo vánočním cukrovím.

### Svatba a mateřství
V roce 2019 se provdala za svého partnera Josefa, který je rovněž tramvajákem. Seznámili se spolu při výjezdu na Slovensko, kde v Košicích s partou přátel fotografovali tramvaje Tatra KT8D5. Svatbu měli v areálu vozovny Střešovice a odtud tramvají KT8D5 přejížděli na hostinu.
V průběhu prvního těhotenství musela kvůli rizikovosti řízení tramvají opustit a do porodu se věnovala provázení turistů po Muzeu městské hromadné dopravy v Praze. Těhotenství ale nakonec skončilo potratem, nicméně druhá gravidita již byla úspěšná a Hubkové se narodil syn Josef, kterého spolu se svým manželem a otcem dítěte Josefem vychovává v Rakovníku, kam se z Prahy přestěhovali. Svou náklonnost k tramvajím Hubková vyjadřuje také různými dekoračními prvky, které má ve svém domě, a rovněž šperky či tetováním zpodobňujícím tramvaj Tatra KT8D5, jež si nechala vytvořit na stehno.

### Sociální sítě
Činná byla na sociální síti Facebook, ale pak své zážitky z pražské dopravy začala zveřejňovat na instagramovém profilu „Deník pražské tramvajačky“. Posléze tam začala přidávat nejen fotografie, ale i myšlenky a krátké postřehy. Psaní pro ni představovalo i určitou úlevu od stresu běžných dní. Následně ji oslovilo nakladatelství Albatros s nabídkou, aby příspěvky z Instagramu vydala knižně. Vznikla ta dvousetstránková kniha nazvaná Deník tramvajačky doplněná ilustracemi od Moniky Pavlovičové. Díky své popularitě vystoupila například v televizním pořadu Show Jana Krause.

## Dílo
- HUBKOVÁ, Karolína. Deník tramvajačky. 1. vyd. Praha: Mladá fronta, 2023. 197 s. ISBN 978-80-204-6139-1.